# خبه بابرمان (الضليعة)
'

تعديل مصدري - تعديل

خبه بابرمان هي إحدى قرى عزلة الضليعة بمديرية الضليعة التابعة لمحافظة حضرموت، بلغ تعداد سكانها 22 نسمة حسب تعداد اليمن لعام 2004.